# Andrea Komšić
Andrea Komšić (Kiseljak, 4. svibnja 1996.) je hrvatska alpska skijašica.
Rođena je u Kiseljaku, u Bosni i Hercegovini. Premijerno je nastupila na Snježnoj kraljici u Zagrebu 2013. godine. Sudjelovala je i na Svjetskom prvenstvu u alpskom skijanju 2013. te Olimpijskim igrama u Pyeongchangu 2018. godine.

## Rezultati

### Svjetska prvenstva
| Prvenstvo                                     | Nadnevak          | Disciplina       | Plasman | Zaostatak           |
| --------------------------------------------- | ----------------- | ---------------- | ------- | ------------------- |
| Svjetsko prvenstvo 2013. Schladming, Austrija | 5. veljače 2013.  | superveleslalom  | 55.     | nije završila utrku |
| Svjetsko prvenstvo 2013. Schladming, Austrija | 8. veljače 2013.  | superkombinacija | 31.     | +15.15              |
| Svjetsko prvenstvo 2013. Schladming, Austrija | 10. veljače 2013. | spust            | 36.     | +9.53               |
| Svjetsko prvenstvo 2013. Schladming, Austrija | 16. veljače 2013. | slalom           | 47.     | +13.31              |
| Svjetsko prvenstvo 2015. Beaver Creek, SAD    | 3. veljače 2015.  | superveleslalom  | 36.     | +6.62               |
| Svjetsko prvenstvo 2015. Beaver Creek, SAD    | 6. veljače 2015.  | spust            | 37.     | +8.11               |
| Svjetsko prvenstvo 2015. Beaver Creek, SAD    | 6. veljače 2015.  | superkombinacija | 19.     | +7.91               |

### Olimpijske igre
| Prvenstvo                                              | Nadnevak          | Disciplina | Plasman | Zaostatak |
| ------------------------------------------------------ | ----------------- | ---------- | ------- | --------- |
| Zimske olimpijske igre 2018. Pyeongchang, Južna Koreja | 15. veljače 2018. | veleslalom | 32.     | +8.48     |
| Zimske olimpijske igre 2018. Pyeongchang, Južna Koreja | 16. veljače 2018. | slalom     | 31.     | +7.63     |